# Gambiapoederdonsklauwier
De gambiapoederdonsklauwier (Dryoscopus gambensis) is een zangvogel uit de familie  Malaconotidae (bosklauwieren).. 

## Kenmerken
De vogel is 18 tot 19 cm lang en weegt 30 tot 37 g. Het mannetje is glanzend blauwzwart op de kop tot onder het oog en de nek. De staart is van boven glanzend zwart. De vleugels hebben donkere veren met lichte randen. De vogel is van onder romig grijswit. Op de rug en de stuit zitten rechtopstaande grijswitte veertjes. Hieraan ontlenen de vogels van dit geslacht de naam poederdonsklauwier. De snavel is zwart en het oog is helder oranje. Het vrouwtje is grijs en bruin waar het mannetje donker is en ze heeft een onopvallende, grijsbruine stuit.

## Verspreiding en leefgebied
De gambiapoederdonsklauwier komt voor in westelijk en centraal Afrika en telt vijf ondersoorten:
- D. g. congicus: zuidwestelijk Congo-Brazzaville en westelijk Congo-Kinshasa.
- D. g. erythreae: oostelijk Soedan, Eritrea en Ethiopië.
- D. g. gambensis: van Senegal en Gambia tot Gabon.
- D. g. malzacii: van oostelijk Kameroen tot westelijk Kenia.
- D. g. erwini: oostelijk Congo-Kinshasa, zuidwestelijk Uganda en noordwestelijk Tanzania

Het leefgebied bestaat uit meestal wat vochtiger, hoogopgaand bos, mangrove, bosrijk agrarisch landschap, bamboestruikgewas en grote tuinen met hoge bomen. In West-Afrika vooral in laagland, maar in Oost-Afrika  tot op 3000 m boven de zeespiegel.

## Status
De grootte van de populatie is niet gekwantificeerd. Het is een vrij algemene vogel in geschikt habitat die waarschijnlijk niet in aantal achteruit gaat. Daarom staat de gambiapoederdonsklauwier als niet bedreigd op de Rode Lijst van de IUCN.